# Ле-Без
Ле-Без (фр. Le Bez, окс. Lo Bèç) — коммуна во Франции, находится в регионе Юг — Пиренеи. Департамент — Тарн. Входит в состав кантона От-Тер-д’Ок. Округ коммуны — Кастр.
Код INSEE коммуны — 81031.

## География
Коммуна расположена приблизительно в 590 км к югу от Парижа, в 85 км восточнее Тулузы, в 45 км к юго-востоку от Альби.
По территории коммуны протекают реки Агу и Дюранкюз.

## Климат
Климат умеренно-океанический. Зима мягкая и дождливая, лето жаркое с частыми грозами. Ветры довольно редки.

## Население
Население коммуны на 2010 год составляло 812 человек.
| 1962 | 1968 | 1975 | 1982 | 1990 | 1999 | 2010 |
| ---- | ---- | ---- | ---- | ---- | ---- | ---- |
| 643  | 602  | 606  | 612  | 654  | 717  | 812  |

## Администрация
| Период | Период | Фамилия    | Партия | Примечания |
| ------ | ------ | ---------- | ------ | ---------- |
| 2001   | 2014   | Ив Палези  |        |            |
| 2014   | 2020   | Жерар Гран |        |            |

## Экономика
В 2007 году среди 516 человек в трудоспособном возрасте (15—64 лет) 388 были экономически активными, 128 — неактивными (показатель активности — 75,2 %, в 1999 году было 71,5 %). Из 388 активных работали 354 человека (200 мужчин и 154 женщины), безработных было 34 (8 мужчин и 26 женщин). Среди 128 неактивных 39 человек были учениками или студентами, 41 — пенсионерами, 48 были неактивными по другим причинам.

## Фотогалерея

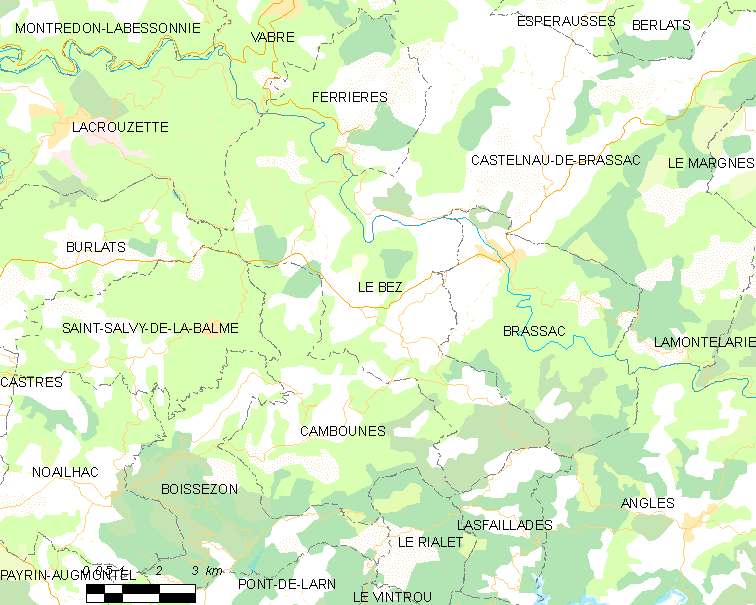
Карта коммуны